# Serbie au Concours Eurovision de la chanson 2019
La Serbie est l'un des quarante et un pays participants du Concours Eurovision de la chanson 2019, qui se déroule à Tel-Aviv en Israël. Le pays est représenté par la chanteuse Nevena Božović et sa chanson Kruna, sélectionnées via l'émission Beovizija 2019. Le pays se classe en 18e place avec 89 points lors de la finale du Concours.

## Sélection
Le diffuseur RTS a confirmé sa participation au Concours le 12 mai 2018, confirmant également la reconduction du Beovizija pour une édition 2019.

### Format
L'édition 2019 du Beovizija est composée de deux demi-finales, qui se tiennent les 27 et 28 février 2019, et d'une finale se tenant le 3 mars 2019. Lors de chaque demi-finale, douze artistes participent et six se qualifient pour la finale. Les douze artistes qualifiés participent lors de la finale. Lors de chaque soirée, le résultat est déterminé par un vote comprenant le vote d'un jury pour moitié et le télévote serbe pour l'autre moitié.

### Chansons
Du 8 août 2018 au 15 novembre 2018, les artistes pouvaient soumettre leur candidatures au diffuseur. Toutes les chansons doivent être interprétées dans une des langues officielles de la Serbie. Au terme de cette période, 76 chansons ont été reçues par RTS, dont 24 ont été retenues pour participer à Beovizija.
| Artiste                         | Chanson               |
| ------------------------------- | --------------------- |
| Aleksandra Sekulić              | Tugo                  |
| Ana Popović                     | Lutaš                 |
| Dunja Vujadinović               | 7                     |
| Dženan Lončarević               | Nema suza             |
| Eleonora                        | Samo lagano           |
| Extra Nena                      | Još ti čujem glas     |
| Funked Up                       | Zašto da se ne desi   |
| Gipsycord                       | Boje                  |
| Goga Stanić                     | Ti znaš da ne znaš me |
| Ivan Kurtić                     | Bella                 |
| Ivana Vladović & Wonder Strings | Moja bol              |
| Jana Šušteršič                  | Viktorija             |
| Lana & Aldo                     | Pogledaj u nebo       |
| Lord                            | Radnički sin          |
| Majdan                          | Budim te              |
| Mr Doo                          | Do 100                |
| Nataša Guberinić & Una Senić    | Slobodna              |
| Nevena Božović                  | Kruna                 |
| Osvajači                        | Vatra i plamen        |
| Sanja Rio                       | Ljubimo se            |
| Saška Janks                     | Da li čuješ moj glas  |
| Sofija Perić                    | Aritmija              |
| Tamara Milanović                | Reči nisu dovoljne    |
| Tina & Lola Amvon               | Tvoje oči             |

### Émissions

#### Demi-finales
- Qualifiés

##### Première demi-finale
| Ordre | Artiste                         | Chanson              | Télévote | Télévote | Jury | Total | Place |
| Ordre | Artiste                         | Chanson              | Voix     | Points   | Jury | Total | Place |
| ----- | ------------------------------- | -------------------- | -------- | -------- | ---- | ----- | ----- |
| 1     | Funked Up                       | Zašto da se ne desi  | 1635     | 7        | 1    | 8     | 7     |
| 2     | Aleksandra Sekulić              | Tugo                 | 874      | 3        | 10   | 13    | 5     |
| 3     | Osvajači                        | Voda i plamen        | 820      | 2        | 2    | 4     | 9     |
| 4     | Dunja Vujadinović               | 7                    | 534      | 0        | 4    | 4     | 10    |
| 5     | Mr. Doo                         | Do 100               | 733      | 1        | 0    | 1     | 11    |
| 6     | Saška Janks                     | Da li čuješ moj glas | 1557     | 6        | 8    | 14    | 3     |
| 7     | Ivan Kurtić                     | Bella                | 971      | 5        | 7    | 12    | 6     |
| 8     | Sofija Perić                    | Aritmija             | 1912     | 8        | 5    | 13    | 4     |
| 9     | Extra Nena                      | Još ti čujem glas    | 948      | 4        | 3    | 7     | 8     |
| 10    | Eleonora                        | Samo lagano          | 346      | 0        | 0    | 0     | 12    |
| 11    | Wonder Strings & Ivana Vladović | Moja bol             | 1954     | 10       | 12   | 22    | 1     |
| 12    | Nataša & Una                    | Samo bez straha      | 3189     | 12       | 6    | 18    | 2     |

##### Deuxième demi-finale
| Ordre | Artiste           | Chanson            | Télévote | Télévote | Jury | Total | Place |
| Ordre | Artiste           | Chanson            | Voix     | Points   | Jury | Total | Place |
| ----- | ----------------- | ------------------ | -------- | -------- | ---- | ----- | ----- |
| 1     | Sanja Rio         | Ljubimo se         | 635      | 1        | 2    | 3     | 10    |
| 2     | Majdan            | Budim te           | 1413     | 8        | 7    | 15    | 4     |
| 3     | Goga Stanić       | Čudo               | 687      | 2        | 4    | 6     | 8     |
| 4     | Ana Popović       | Lutaš              | 1103     | 7        | 5    | 13    | 5     |
| 5     | Lord              | Radnički sin       | 1082     | 6        | 10   | 16    | 3     |
| 6     | Nevena Božović    | Kruna              | 1542     | 10       | 12   | 22    | 1     |
| 7     | Gipsykord         | Boje               | 878      | 4        | 0    | 4     | 9     |
| 8     | Jana Šušteršić    | Viktorija          | 698      | 3        | 8    | 11    | 6     |
| 9     | Lana & Aldo       | Pogledaj u nebo    | 510      | 0        | 3    | 3     | 11    |
| 10    | Dženan Lončarević | Nema suza          | 3516     | 12       | 6    | 18    | 2     |
| 11    | Tina i Lola Amvon | Tvoje oči          | 526      | 0        | 0    | 0     | 12    |
| 12    | Tamara Milanović  | Reči nisu dovoljne | 1014     | 5        | 1    | 6     | 7     |

#### Finale
- Vainqueur

| Ordre | Artiste                         | Chanson              | Télévote | Télévote | Jury | Total | Place |
| Ordre | Artiste                         | Chanson              | Voix     | Points   | Jury | Total | Place |
| ----- | ------------------------------- | -------------------- | -------- | -------- | ---- | ----- | ----- |
| 1     | Saška Janks                     | Da li čuješ moj glas | 4964     | 6        | 10   | 16    | 3     |
| 2     | Majdan                          | Budim te             | 2514     | 3        | 5    | 8     | 7     |
| 3     | Sofija Perić                    | Aritmija             | 2862     | 4        | 1    | 5     | 9     |
| 4     | Dženan Lončarević               | Nema suza            | 5858     | 10       | 7    | 17    | 2     |
| 5     | Wonder Strings & Ivana Vladović | Moja bol             | 4088     | 5        | 8    | 13    | 5     |
| 6     | Jana Šušteršić                  | Viktorija            | 1487     | 0        | 3    | 3     | 10    |
| 7     | Lord                            | Radnički sin         | 2435     | 2        | 6    | 8     | 8     |
| 8     | Nevena Božović                  | Kruna                | 5708     | 8        | 12   | 20    | 1     |
| 9     | Ana Popović                     | Lutaš                | 1757     | 0        | 0    | 0     | 12    |
| 10    | Ivan Kurtić                     | Bella                | 5010     | 7        | 4    | 11    | 6     |
| 11    | Nataša & Una                    | Samo bez straha      | 10427    | 12       | 2    | 14    | 4     |
| 12    | Aleksandra Sekulić              | Tugo                 | 1872     | 1        | 0    | 1     | 11    |

La finale se conclut par la victoire de Nevena Božović et sa chanson Kruna qui représenteront donc la Serbie à l'Eurovision 2019.

## À l'Eurovision
La Serbie participe à la première demi-finale, le 14 mai 2019. Elle y termine en 7e place avec 156 points et se qualifie ainsi pour la finale. Là, le pays termine 18e avec un total de 89 points.